# TRIM29
TRIM29‏ (Tripartite motif containing 29) هوَ بروتين يُشَفر بواسطة جين TRIM29 في الإنسان.